# Amphiesma groundwateri
Amphiesma groundwateri este o specie de șerpi din genul Amphiesma, familia Colubridae, descrisă de Worthington George Smith în anul 1922. Conform Catalogue of Life specia Amphiesma groundwateri nu are subspecii cunoscute.